# Зоран Лутовац
Зоран Лутовац (на сръбски: Зоран Лутовац) е сръбски политик, дипломат и политолог. Председател на Демократическата партия и заместник-председател на Народната скупщина на Сърбия. Бил е посланик на Република Сърбия в Черна гора в периода между 2008 и 2013 г.

## Биография
Роден е на 7 август 1964 г. в Белград, СР Сърбия, СФР Югославия. Баща му е родом от Беране в Черна гора. Основното и средното си образование завършва в Белград, а след гимназията завършва Факултета по политически науки на Белградския университет през 1988 г., там той получава магистърска (1994) и докторска степен (2014).
Бил е преподавател в белградския Факултет по политически науки и няколко други факултета. Между 2001 и 2004 г. той е бил член на Борда на директорите на Института за учебници (публично предприятие за издаване на училищни учебници) и председател на Борда на директорите на Белградския институт за европейски изследвания. Бил е съветник в президентската кампания на Драголюб Мичунович за президентските избори през 2003 г. и политически съветник на министър-председателя на Сърбия – Зоран Джинджич. Бил е член на различни правителствени комисии по време на правителствата на Зоран Джинджич и Зоран Живкович (2001 – 2004). В периода между 2008 и 2013 г. е посланик на Сърбия в Черна гора.
През 1996 г. става член на Демократическата партия. В периода между 1997 и 2003 г. и между 2013 и 2016 г. е председател на Партийния комитет за етническите малцинства, а между 2004 и 2008 г. е председател на Партийния комитет за правата на човека и малцинствата. Бил е член на политическия съвет на Демократическата партия между 1997 и 2008 г. и отново между 2013 и 2016 г., когато става председател на Съвета. На партийните избори през 2016 г. е кандидат за председател на Демократическата партия, но губи от Драган Шутановац. През 2018 г. Драган Шутановац подава оставка и Зоран Лутовац е избран за председател на Демократическата партия.